# Ganz (Unternehmen)

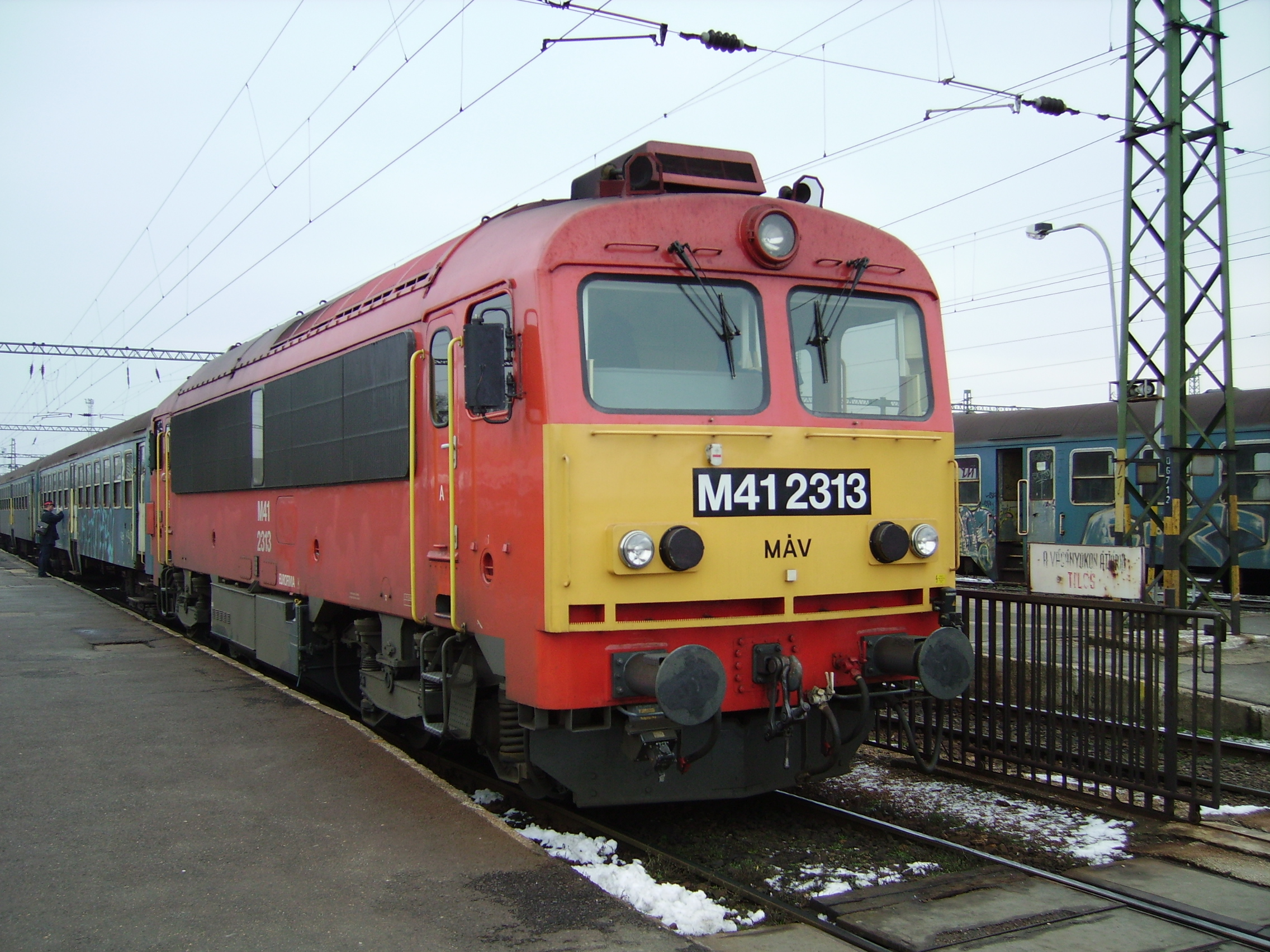
Dieselhydraulische Lok von Ganz-MÁVAG der Baureihe M41 „Csörgő“ der ungarischen Staatsbahn MÁV

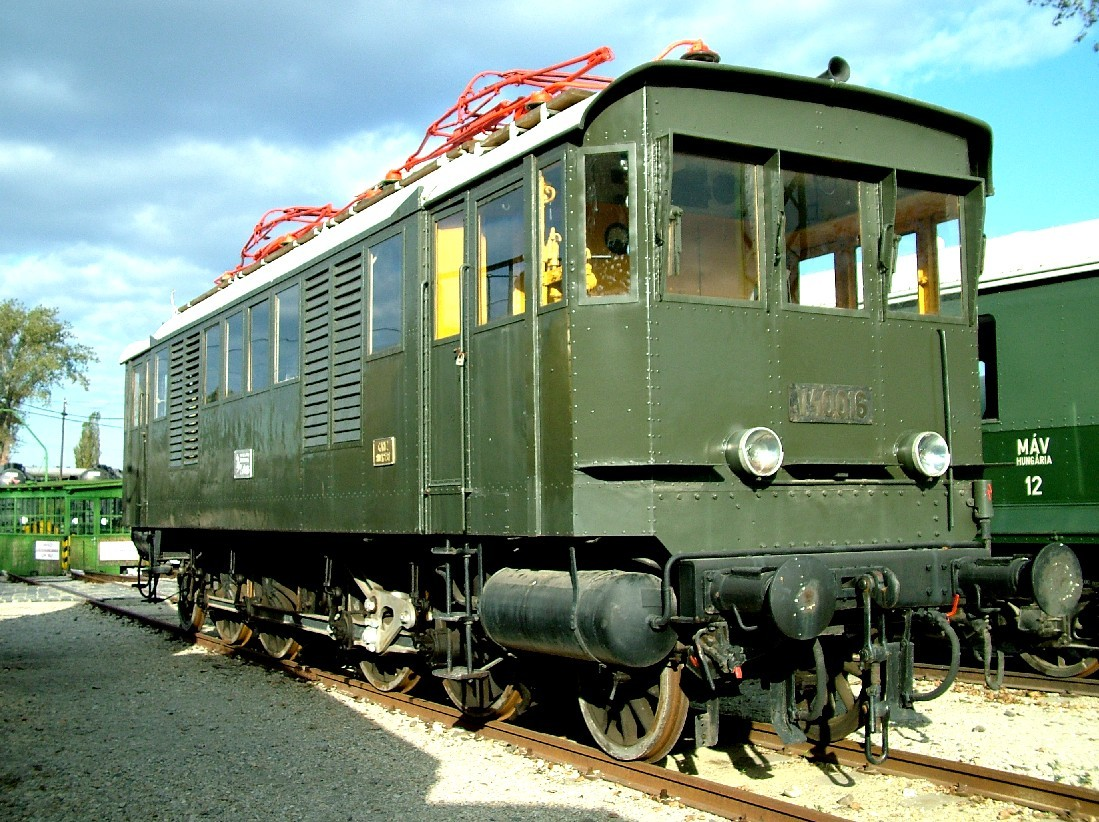
E-Lok V40 016 System Kando von Ganz von 1934 im Museum Füsti in Budapest

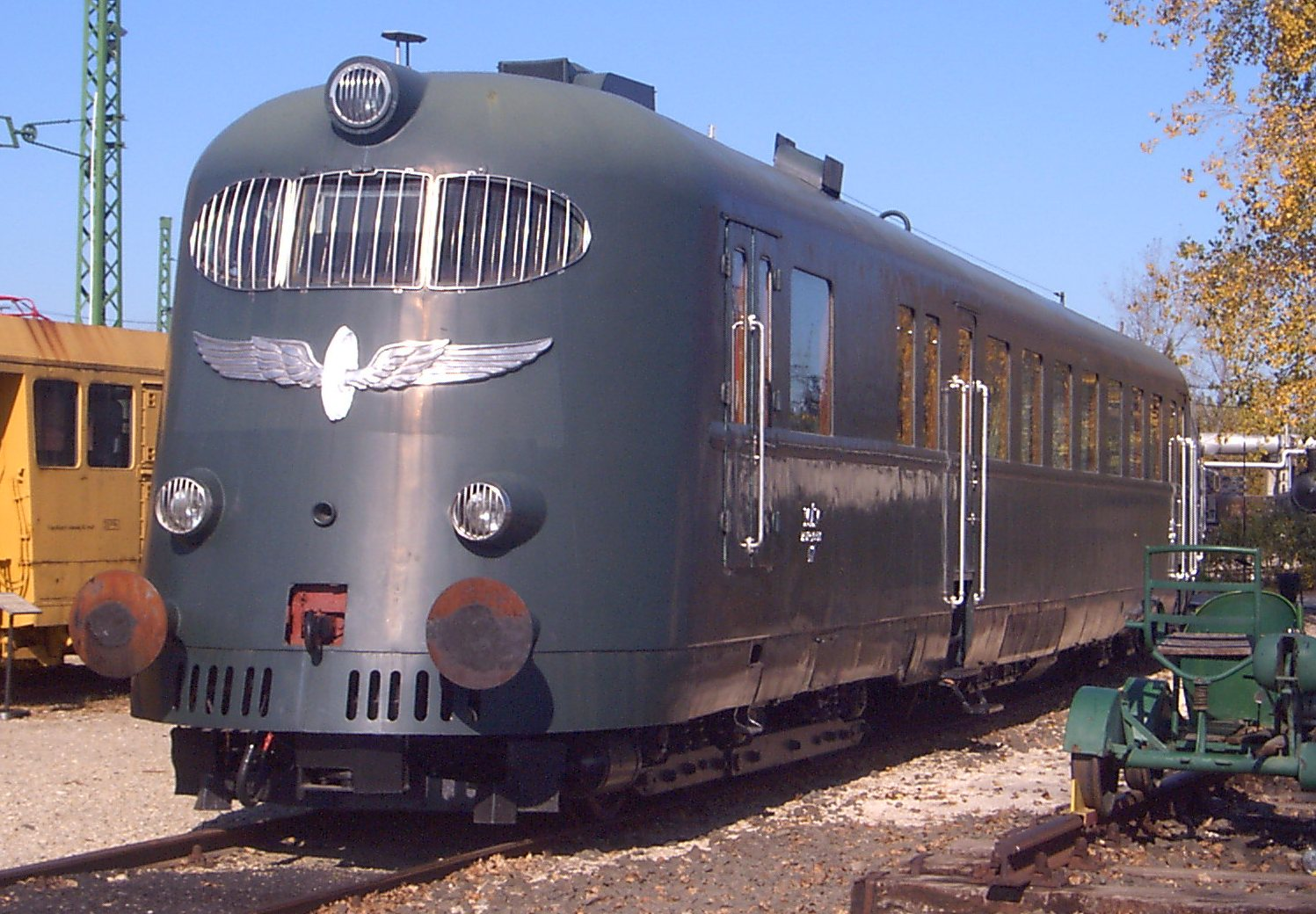
Triebwagen von Ganz des Typs „Hargita“ der MÁV im Ungarischen Eisenbahnmuseum Füsti in Budapest

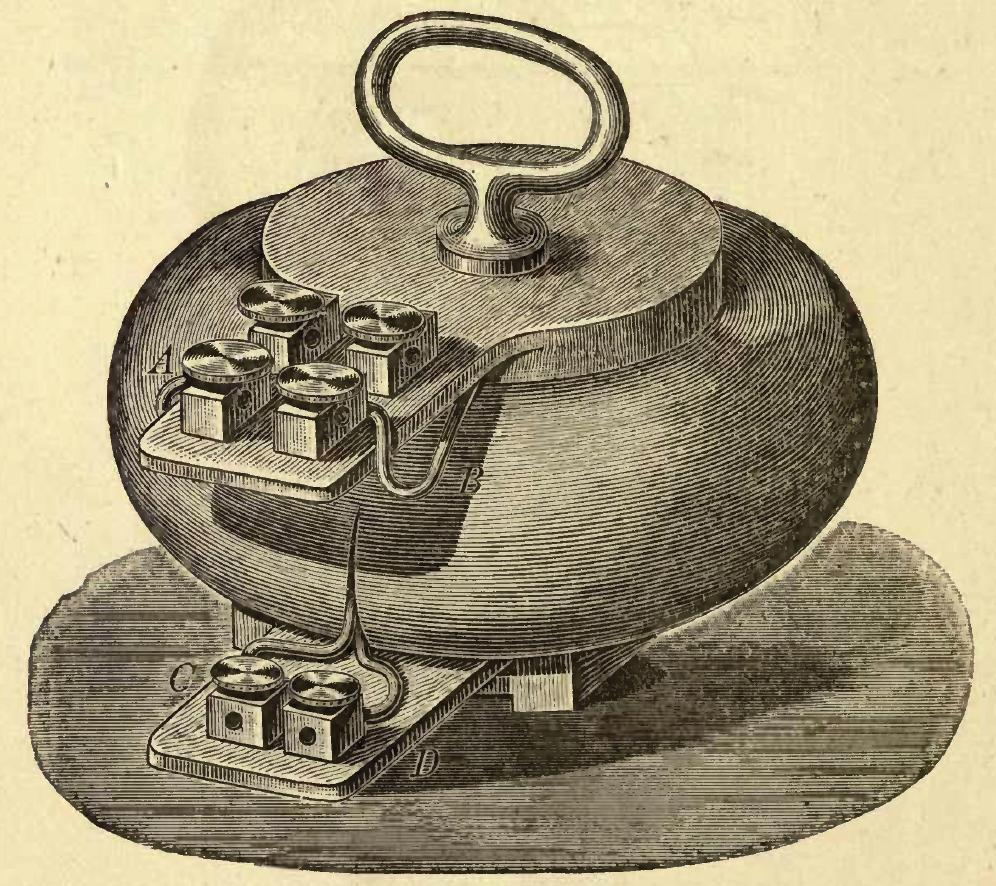
Transformator von Zipernowsky, Déri und Bláthy, 1885

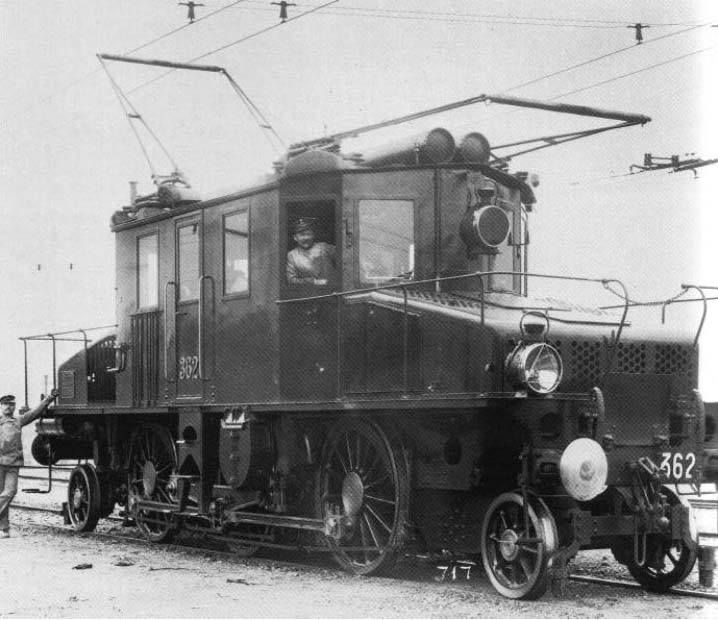
Elektrolok RA 362 für die Rete Adriatica, Italien 1905

Ganz (ungarisch: Ganz vállalatok; deutsch: „Ganz-Konzern“; heutiger Name des Unternehmens: Ganz Holding Co. Ltd.) ist ein 1844 von Ábrahám Ganz im späteren Budapest als Ganz & Cie. gegründetes Unternehmen des Maschinenbaues, der Elektrotechnik und des Brückenbaus. Früher war Ganz in der Automobilherstellung, dem Bau von Flugmotoren sowie im Schiffbau aktiv. Nach dem Zusammenschluss der Lokomotiv- und Waggonfabrik Ganz mit der benachbarten Firma MÁVAG – einem weiteren Maschinen- und Waggonhersteller – im Jahr 1959, firmierte dieser Unternehmensteil seitdem als Ganz-MÁVAG, bis er ab 1988 wieder in unabhängige Gesellschaften umgewandelt wurde und der Name MÁVAG daraufhin verschwand. Seit 1990 ist GANZ als Holding mit diversen Tochtergesellschaften konstituiert.

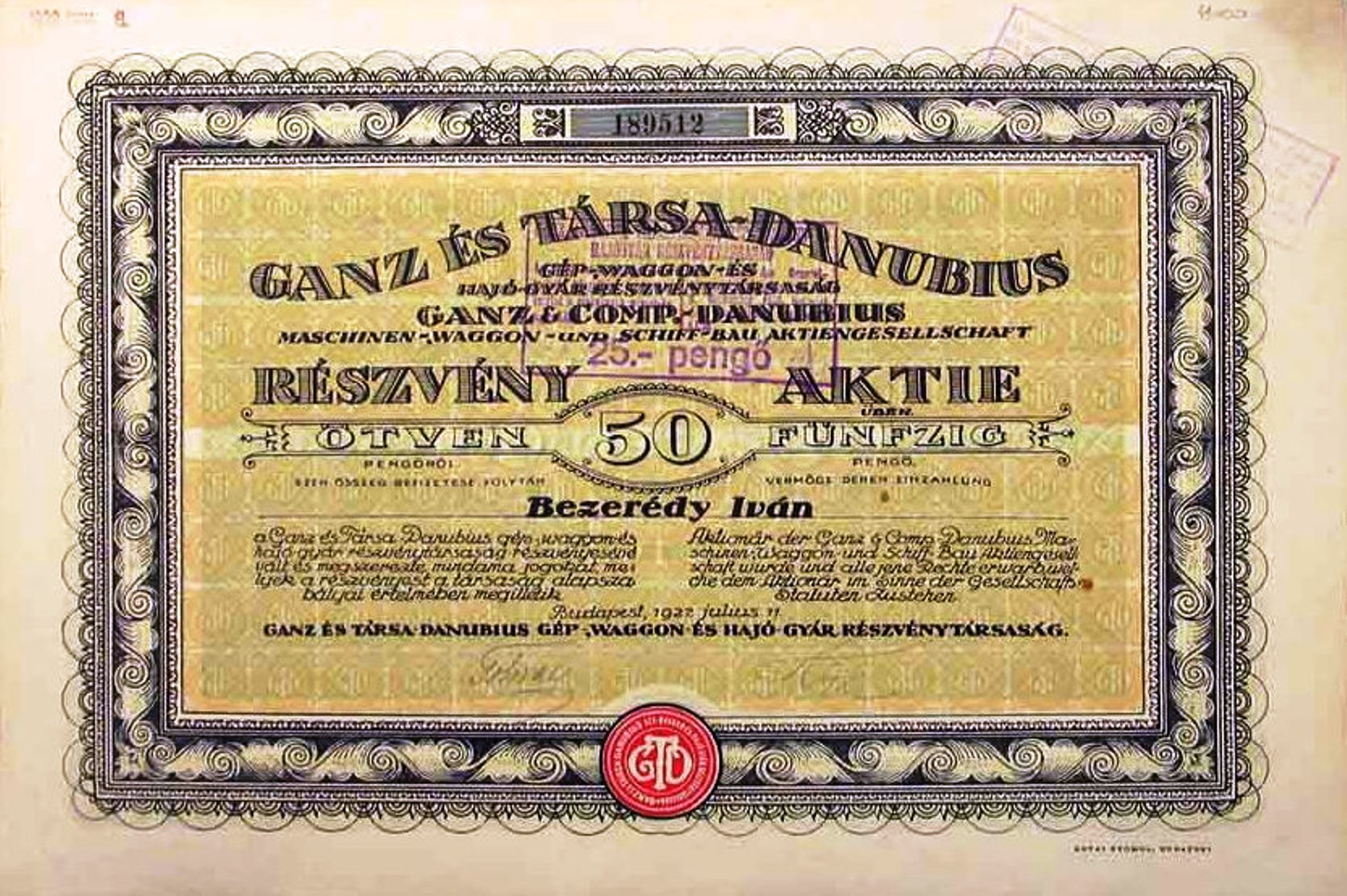
Ganz-Danubius-Aktie von 1922

## Geschichte
Der Ganz-Konzern wurde 1844 vom in der Schweiz geborenen Großindustriellen Ábrahám Ganz als Eisengießerei in Buda gegründet, der in jungen Jahren das Zimmerei- und Gießer-Handwerk erlernt hatte und 1841 als Händler nach Pest gekommen war.
Ganz & Cie wurde zu Beginn vor allem als Eisenbahnhersteller bekannt, der Eisenbahnräder, Achsen und sonstige entsprechende Komponenten fertigte. Während des Unabhängigkeitskrieges 1848 produzierten seine Werke Gussteile für Gewehre und Kanonen. Nach Kriegsende versuchte Ganz, die Erfindung des Engländers Burns für das Gießen von Wagenrädern weiterzuentwickeln und patentierte seine eigene Lösung 1855; viele seiner Erfolge basierten auf diesem Patent.
Ábrahám Ganz und seine Nachfolger gründeten Beteiligungen an Unternehmen des Maschinenbaues („Ganz-MÁVAG“ mit Beteiligung von MÁVAG bzw. Csepel von Manfréd Weiss aus Budapest), der Elektrotechnik und der Automobilherstellung („Ganz-Büssing“ mit der deutschen Firma Büssing aus Braunschweig sowie „Ganz-FIAT“ unter Beteiligung der italienischen Firma FIAT aus Turin). Es war das Unternehmen Ganz, das Ungarns erstes Automobil baute.
Nach dem tragischen Tod des Firmengründers im Jahr 1867, einige Quellen sprechen von Selbstmord, übernahm sein enger Vertrauter András Mechwart die Führung des Unternehmens.

### Ganz & Co.
Das Unternehmen wurde um 1885 in Ganz & Co. umbenannt.
1885 wurde den Ganz-Mitarbeitern Károly Zipernowsky, Miksa Déri und Ottó Titusz Bláthy das Patent auf den von ihnen entwickelten Transformator erteilt. Dieser war mechanisch nach dem umgekehrten Prinzip der heutigen Transformatoren aufgebaut; die Leiterspulen waren um einen soliden Kern aus unmagnetischem Material gewunden, darüber wurden dicke Eisendraht-Lagen gelegt, die eine ferromagnetische Schale bildeten. Dieser Transformator wurde von Ganz weltweit vertrieben, damit wurde das Unternehmen zunehmend der Pionier der ungarischen Wechselstromtechnik.
1887 wurde die Leobersdorfer Maschinenfabrik erworben, die bis 1938 in deren Besitz blieb. Aus Anlass der Millenniumsfeierlichkeiten 1896 fertigte man den prächtig ausgestatteten siebenteiligen Ungarischen Hofzug für König Franz Joseph.
1899 ließ Ganz & Co. unter dem Chefkonstrukteur Kálmán Kandó eine 1,5 Kilometer lange Versuchs-Bahnstrecke auf der Altofener Donauinsel für den Betrieb mit 3000 Volt Drehstrom anlegen. Als das Unternehmen um 1900 für die Munitionsfabrik Wöllersdorf bei Wiener Neustadt ein Kraftwerk einrichtete, wurde das mit dem Auftrag verbunden, die dazugehörende Werksbahn zu elektrifizieren. Obwohl hierfür eine Spannung von 300 bis 500 Volt genügt hätte, stattete man sie als Versuchsträger mit 3000 Volt aus. Die dabei gewonnenen Erfahrungen wurden bei der späteren Elektrifizierung der italienischen Eisenbahnstrecken verwertet.
Die Eisenbahngesellschaft Rete Adriatica (RA) eröffnete in Oberitalien 1902 die Veltlinbahn, die als erste mit Mittelspannung elektrifizierte Eisenbahnstrecke der Welt konzipiert war. Hierfür lieferte Ganz die Energieversorgungsanlagen für Drehstrom von 3000 Volt und 15,6 Hz. Zunächst wurden einige vierachsige Triebwagen und kleinere Lokomotiven eingesetzt, ab 1905 drei von Ganz gebaute Drehstromlokomotiven (Type 360).
Ganz wurde damit einer der Pioniere in der Geschichte des elektrischen Antriebs von Schienenfahrzeugen und die späteren GANZ Elektrotechnischen Werke in Budapest (Ganz Villamossági Gyár) zu einem bedeutenden Hersteller elektrischer Ausrüstungen für Straßenbahn-Triebwagen, Oberleitungsbusse und elektrische Vollbahnen. Der Ingenieur Kálmán Kandó entwickelte dabei die Technik für Elektrolokomotiven wie etwa die Baureihe V 40 der Staatsbahn MÁV, die nach ihm bzw. der Antriebstechnik System Kando als Kandó-mozdony (Kandó-Lokomotive) benannt wurde.
Ganz beteiligte sich ab 1890 am Schiffbau in der Danubius-Werft im Hafen von Fiume. Diese Werft existiert bis heute als Werft 3. Maj.
Während des Ersten Weltkriegs stellte das Unternehmen Rüstungsgüter her, die Beteiligungsgesellschaft Ganz-Fiat baute in Budapest unter anderem den bekannten und bewährten Reihensechszylinder-Flugmotor Hiero, der zahlreiche Maschinen der k.u.k. Luftfahrttruppen antrieb.

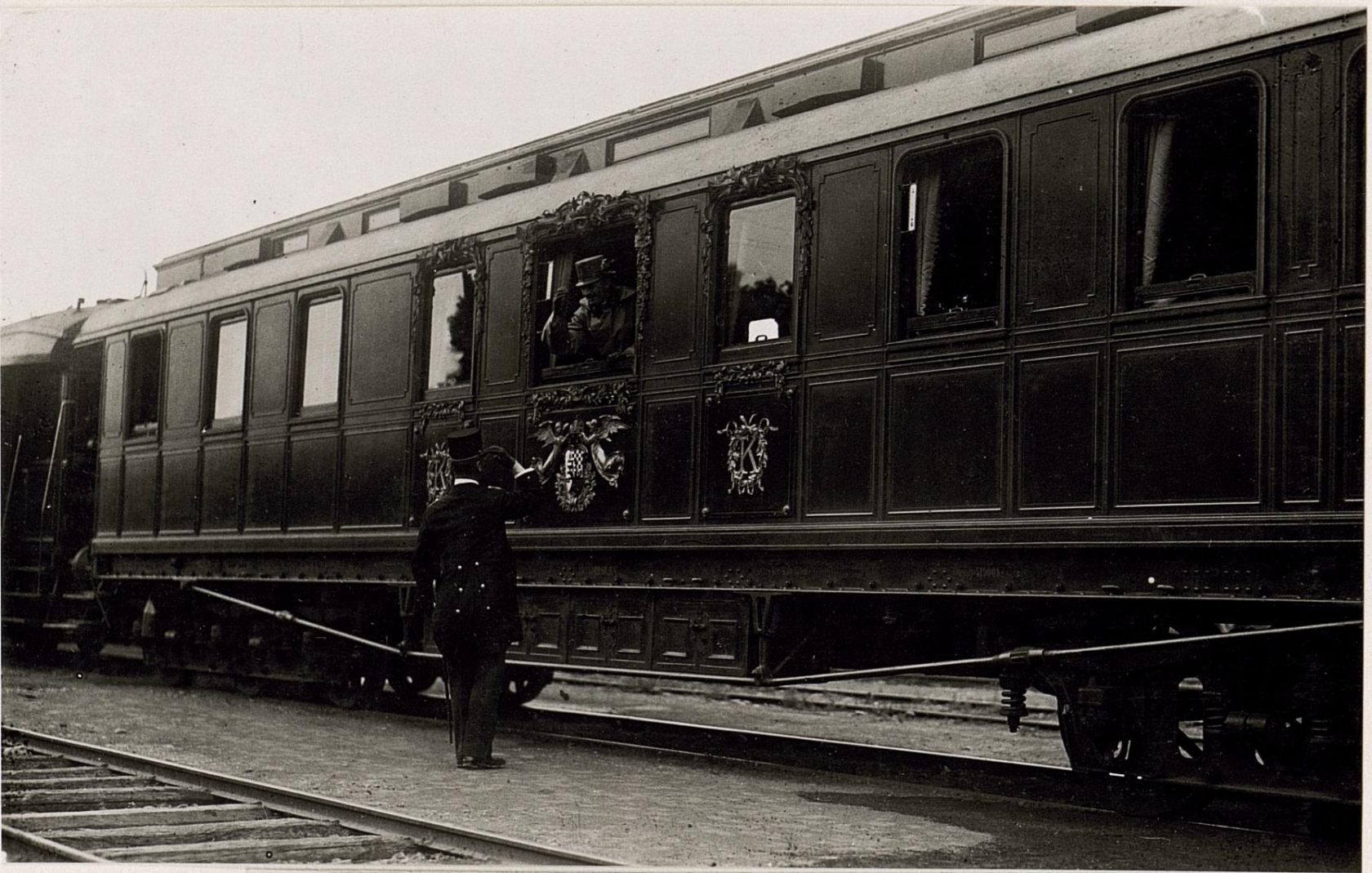
Salonwagen des ungarischen Königszuges (1896)

Nach dem Krieg wurde das Engagement im Maschinenbau und der Elektrotechnik verstärkt, wegen des Wegfalls der Rüstungsherstellung kam noch der Bereich des Brücken- und Kraftwerkbaus hinzu. 1924 begann die Zusammenarbeit mit dem Ingenieur György Jendrassik bei der Entwicklung von Dieselmotoren für Lokomotiven und Triebwagen, die ab 1928 in die Produktion gingen. Damit baute Ganz seine Position am Markt als Motorenhersteller weiter aus. Schon 1929 wurde der erste Motor dieses Typs ins Ausland exportiert.
Im Zweiten Weltkrieg baute Ganz wiederum vorwiegend Rüstungsgüter, außer für die ungarische Armee für die deutsche Wehrmacht, darunter Lastkraftwagen, Panzer und Teile für Flugzeuge, darunter für die Messerschmitt Bf 109. Dennoch beschränkten sich die Aktivitäten nicht nur auf die Produktion von Kriegsmaterial. Mitten im Krieg erschien 1943/1944 in nur zwei Exemplaren eine modern konstruierte, große und leistungsstarke elektrische Lokomotive mit der Achsfolge 2’Do2’ und der Baureihenbezeichnung V44, wobei sie äußerlich eine gewisse Ähnlichkeit zu den Lokomotiven der deutschen Baureihen E 18 und E 19 aufwies. Sie verfügte über eine Leistung von 2940 kW und erreichte eine Höchstgeschwindigkeit von 125 km/h.
Nach dem Krieg wurden 1953 die Dieselmotoren für Eisenbahnfahrzeuge nach dem System Ganz-Jendrassik weiterentwickelt. 1957 entstand mit der MÁV-Reihe M601 in Zusammenarbeit mit MÁVAG (vorwiegend beim mechanischen Teil) eine große dieselelektrische Lokomotive mit der Achsfolge (1’Co)(Co1’) als Prototyp (diese war zumindest an den Fronten der E 18 oder E 19 ähnlich), die wiederum mit einem Dieselmotor von GANZ ausgestattet war, der 1470 kW (2000 PS) leistete. Der Generator, die Steuerung sowie die insgesamt sechs Fahrmotoren stammten ebenfalls von GANZ.

### Ganz-MÁVAG
1959 wurde die Lokomotiv- und Waggonfabrik Ganz, die Diesellokomotiven und Luxuswaggons für den Export produzierte, mit der unmittelbar in Budapest benachbarten MÁVAG – einem weiteren bedeutenden Fahrzeug-, Maschinen- und Eisenbahnhersteller des Landes – zusammengeschlossen. MÁVAG war zuvor ein wichtiger Lieferant von Dampflokomotiven, mit dem Ganz sowohl Beteiligungen als auch eine häufige Zusammenarbeit im Lokomotivbau durchgeführt hatte, weshalb sich eine Fusion anbot. Seitdem firmierte dieser Betriebsteil unter „Ganz-MÁVAG“.
Die Produktion im originalen Ganz-Eisenwerk wurde noch bis 1964 fortgesetzt, als dieser Firmenteil geschlossen und in ein Museum umgewandelt wurde, das unter dem Namen Öntödei Múzeum bis heute in diesem historischen Gebäude existiert.
In den Jahren 1982/1983 lieferte Ganz-MÁVAG eine größere Bestellung von 1979 über insgesamt 44 elektrische Triebwagen der Baureihe EM sowie 44 Beiwagen ohne Antrieb der Baureihe ET an die New Zealand Rail für den Vorortverkehr der Hauptstadt Wellington aus. Dies war der größte Exportauftrag von einem Land außerhalb des Ostblocks in der Firmengeschichte seit der Verstaatlichung des Unternehmens 1948. Weitere Exporte betrafen Lokomotiven für Kuba, Ägypten und Bangladesch und Triebwagen für Brasilien und Uruguay
Ab 1988 wurde Ganz-MÁVAG wieder in unabhängige Gesellschaften umgewandelt, woraufhin der einst bekannte Name MÁVAG verschwand. Die von Ábrahám Ganz aufgebauten Werke bestehen heute aus verschiedenen Konzerngruppen, z. B. die Ganz Transelektro und die Abteilung für Brückenbau. Seit 1990 ist Ganz als Holding mit diversen Tochtergesellschaften konstituiert.
In den letzten Jahren trat vor allem Ganz Transelektro international in Erscheinung, als dieses Unternehmen Elektrische Ausrüstungen für moderne Oberleitungsbusse des Herstellers Solaris entwickelte und in die Fahrzeuge in Budapest einbaute. Entsprechende Fahrzeuge gingen unter anderem nach Landskrona (Schweden) und Rom (Italien).
Ganz Transelektro wurde 2006 an Crompton Greaves verkauft.

## Bekannte Erzeugnisse

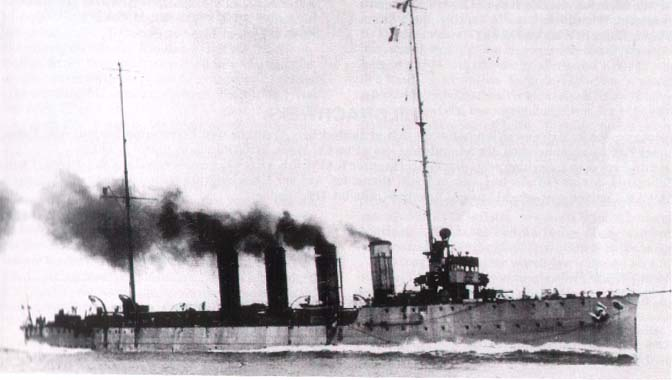
Kleiner Kreuzer Helgoland der k.u.k. Kriegsmarine von der Ganz-Werft in Fiume

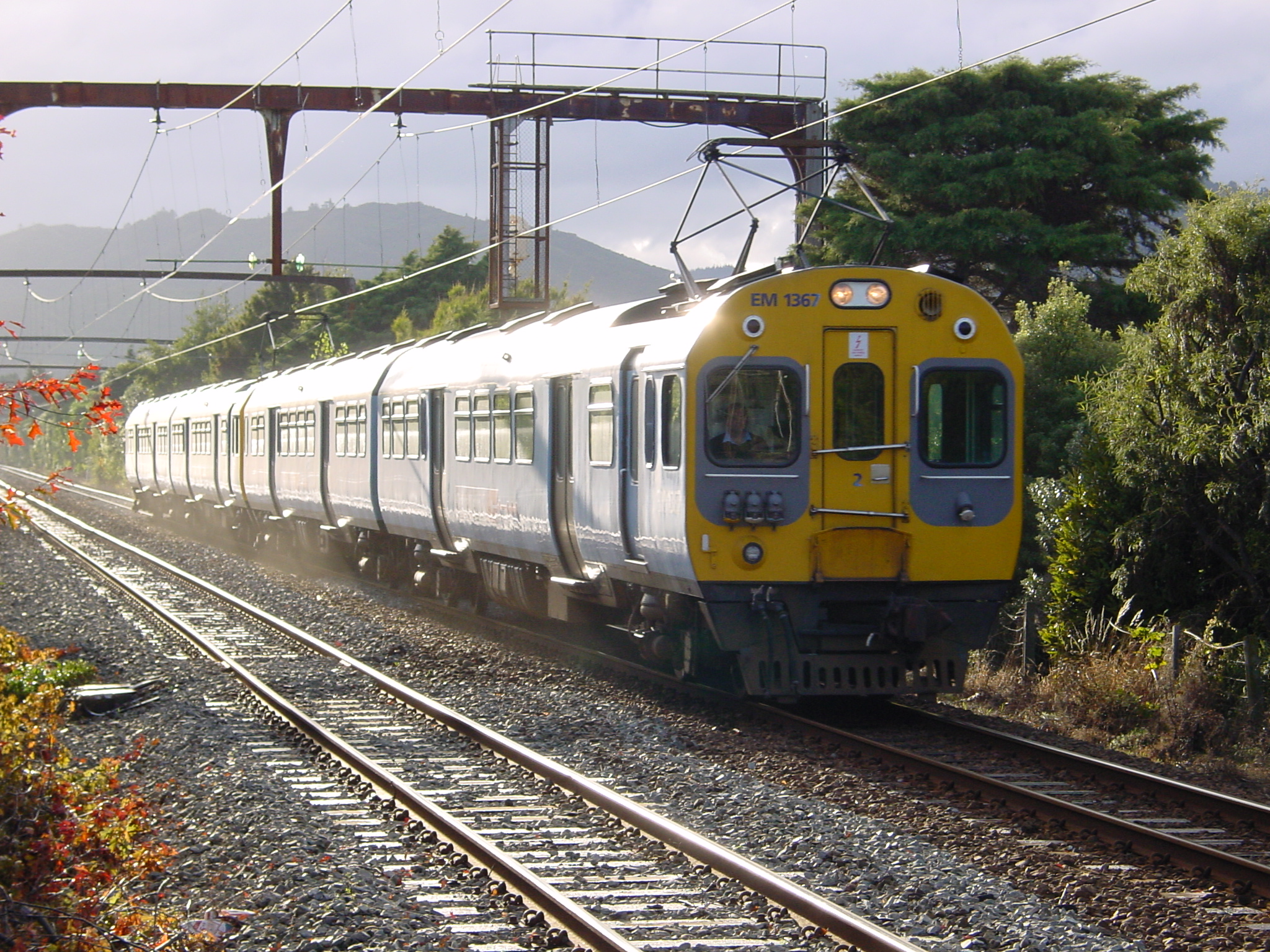
Ein Triebwagenzug bestehend aus Baureihe EM-Einheiten von Ganz-MÁVAG in Epuni im Hutt Valley (Neuseeland)

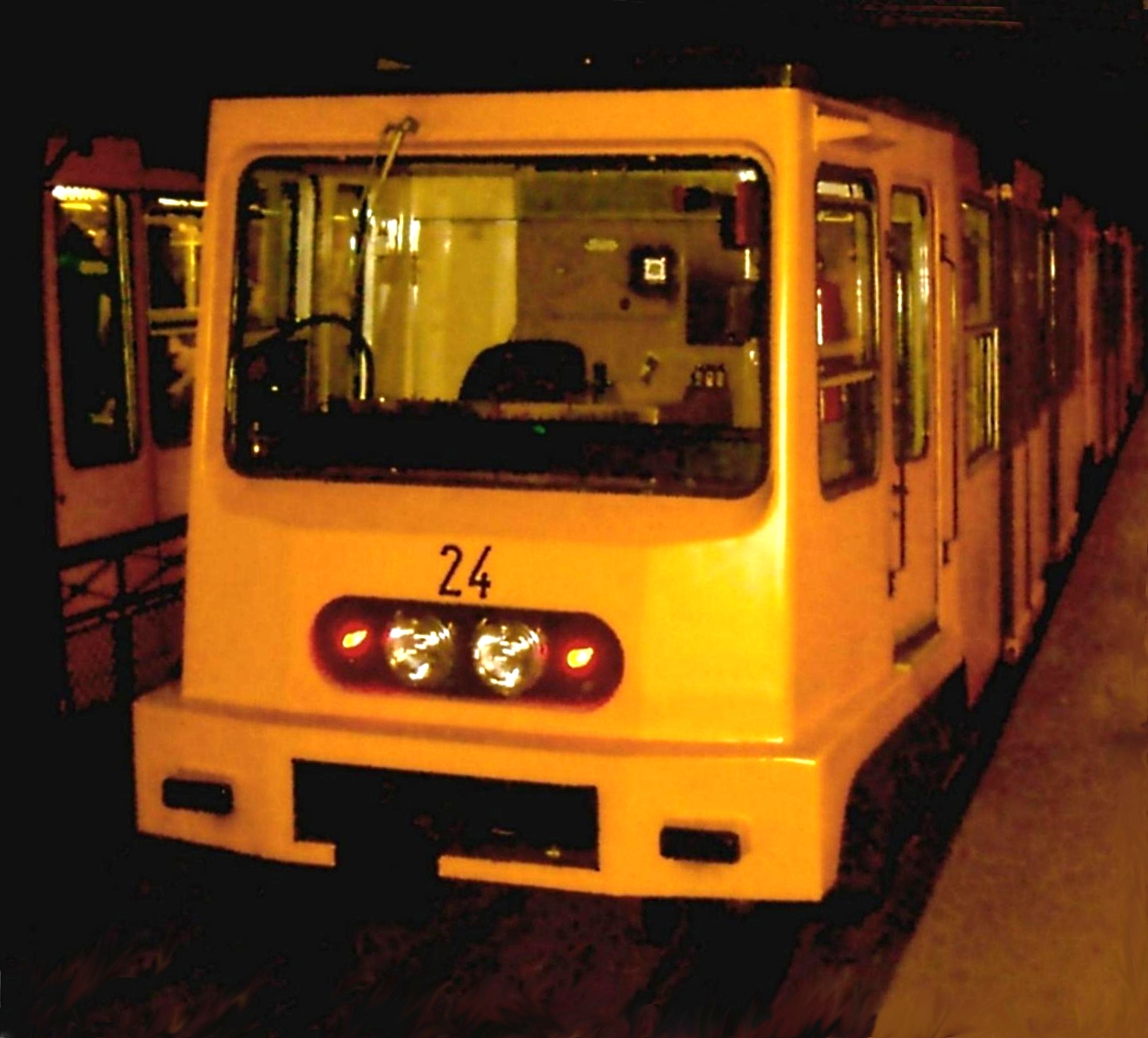
Von Ganz-MÁVAG für die Linie M1 der Metró Budapest gebauter Gelenkwagen

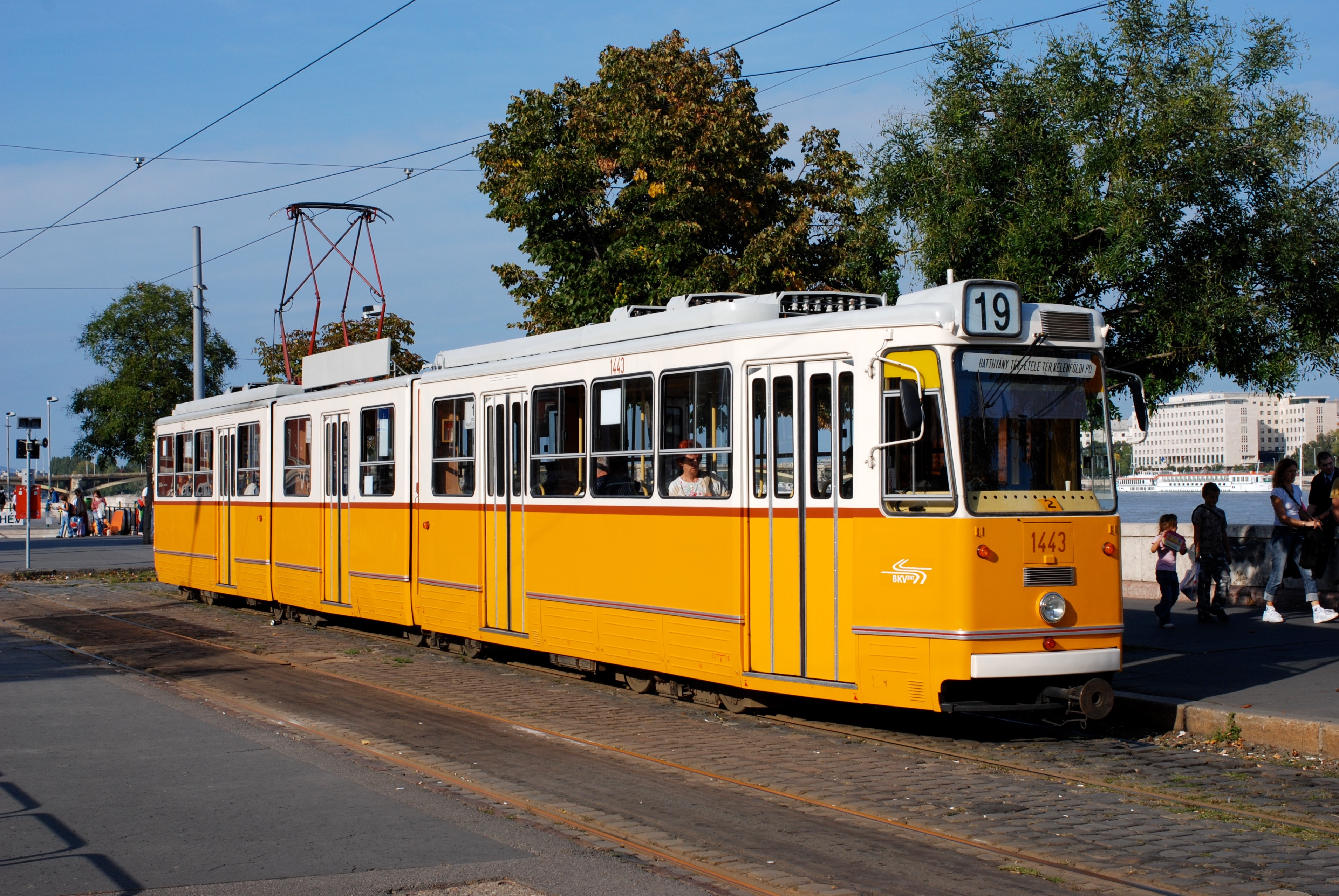
Straßenbahn-Gelenkwagen Typ Ganz Csuklós in Budapest

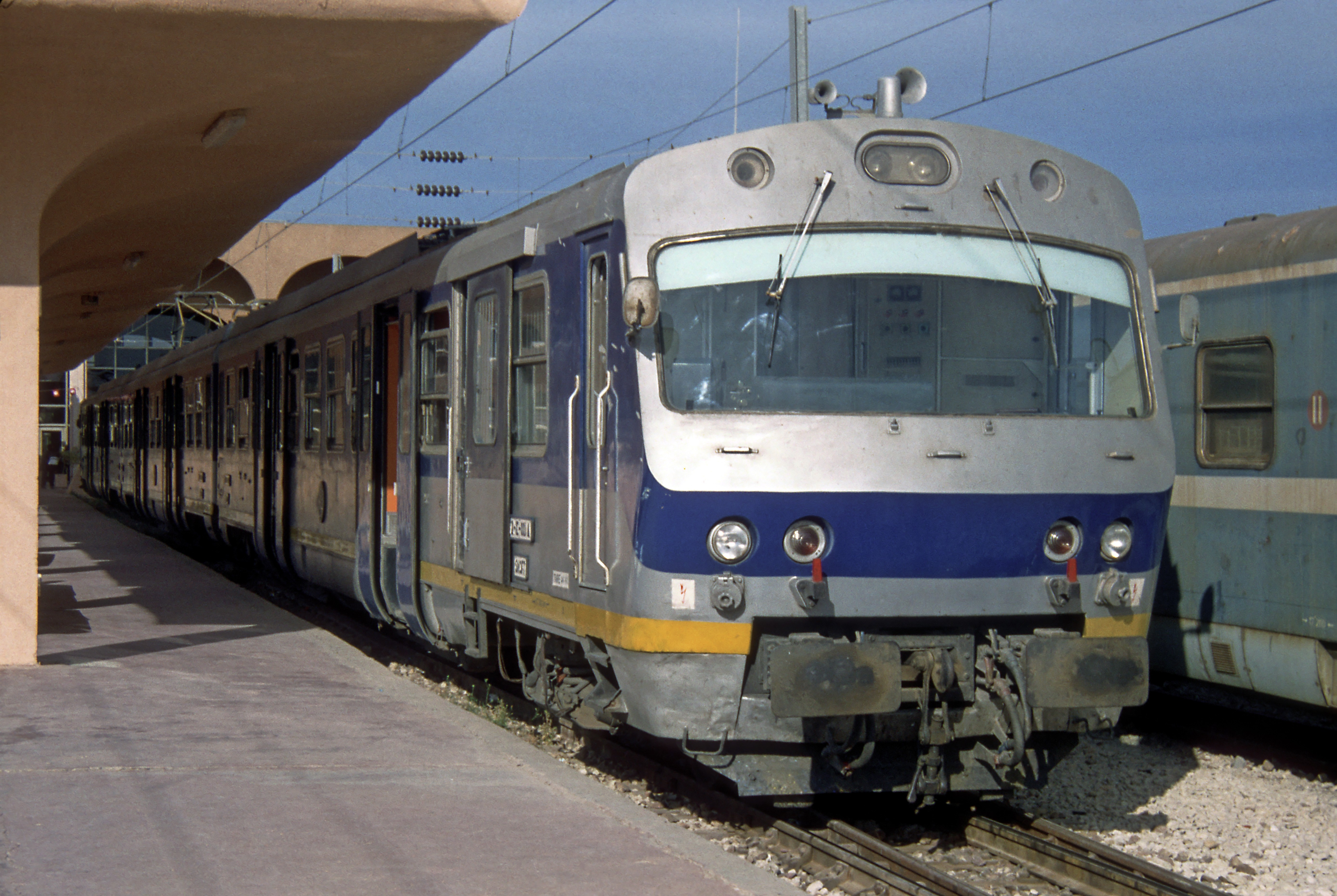
S-Bahn-Triebzug der SNCFT-Reihe YZ-E

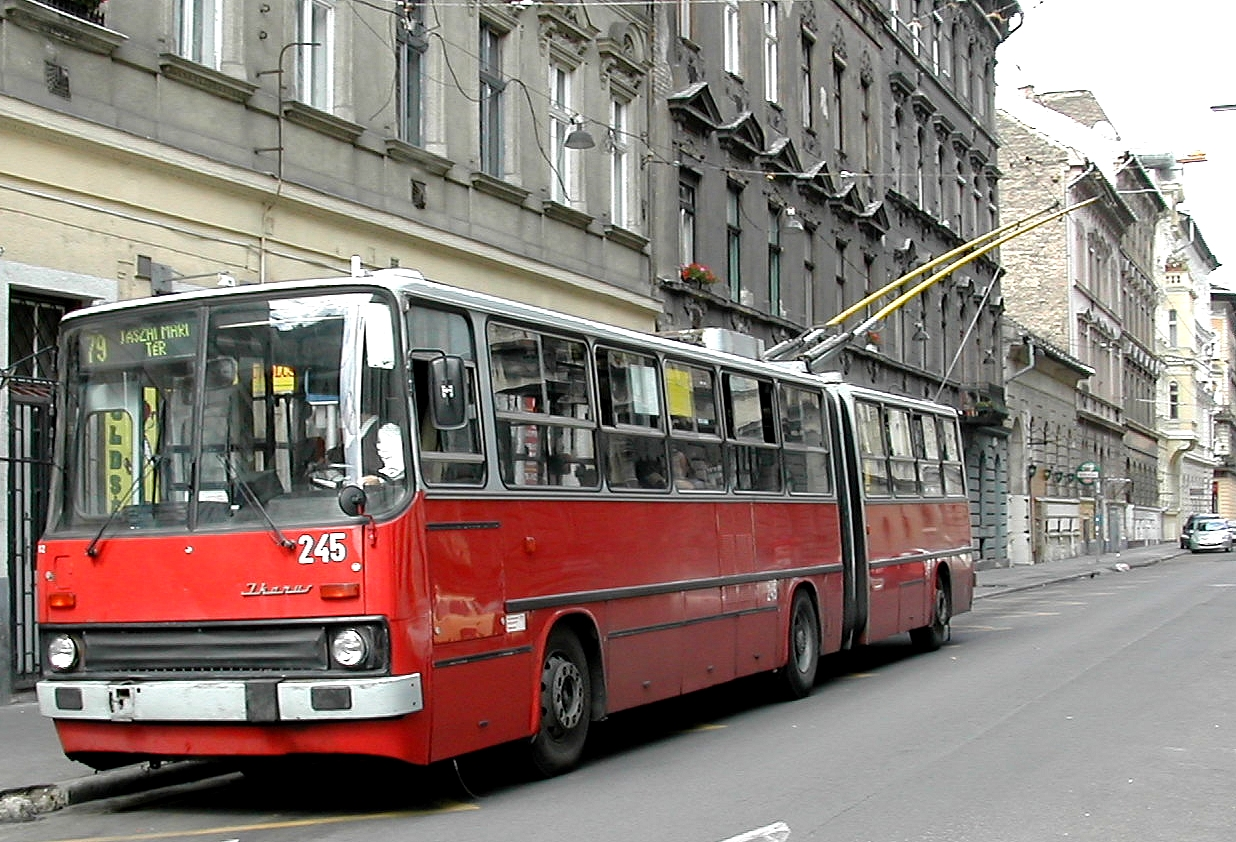
Oberleitungsbus Ikarus/Ganz 280T in Budapest

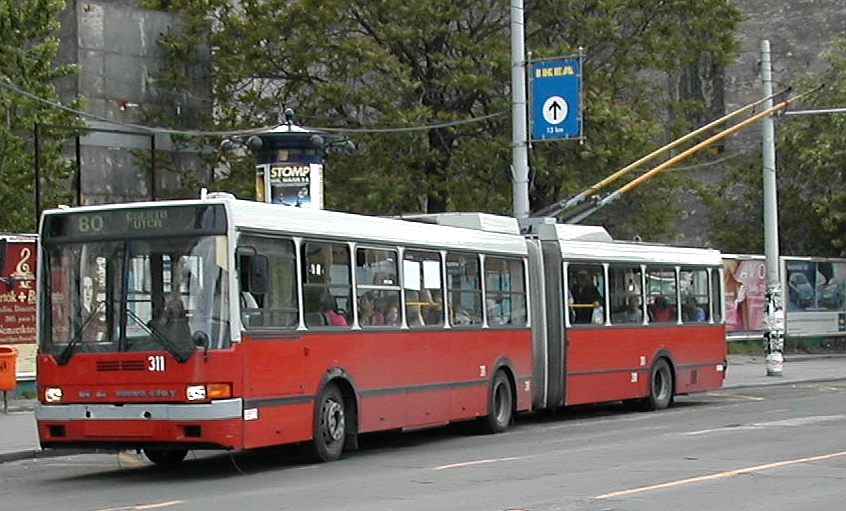
Trolleybus vom Typ Ikarus/Ganz 435T in Budapest

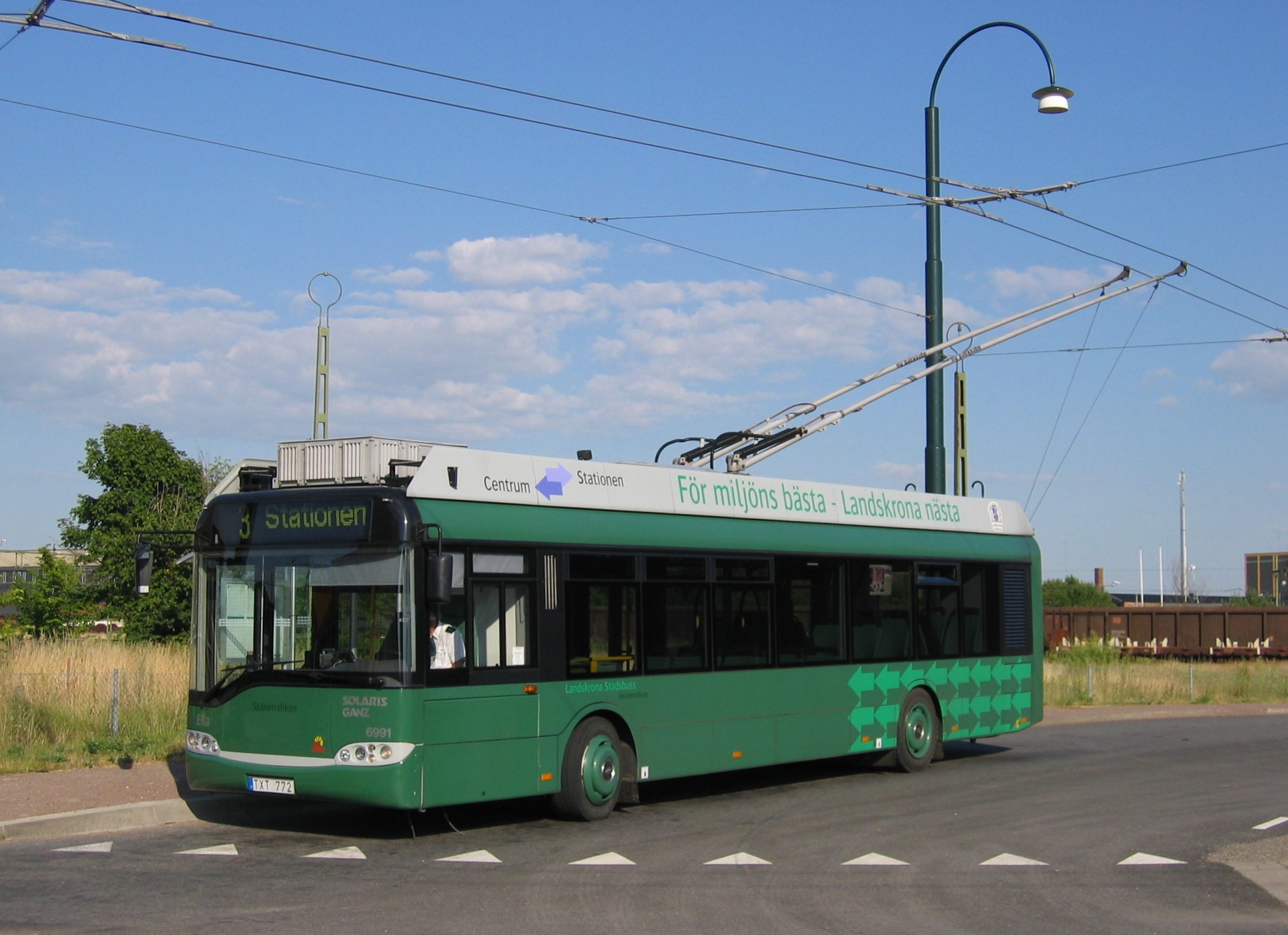
Trolleybus vom Typ Solaris/Ganz Trollino in Landskrona (Schweden)

### Ganz-Flugmotoren (historisch)
- Hiero (ab 1916 im Motorenwerk „Ganz-FIAT“ hergestellt)

### Ganz-Schiffbau (historisch)
- Szent István, Schlachtschiff der k.u.k. Kriegsmarine
- Helgoland, Rapidkreuzer der k.u.k. Kriegsmarine
- Tátra-Klasse, 1911–1917 zehn Zerstörer der k.u.k. Kriegsmarine
- Teil der Huszár-Klasse, Zerstörer der k.u.k. Kriegsmarine
- Teil der Kaiman-Klasse, Torpedoboote der k.u.k. Kriegsmarine

### Eisenbahntriebfahrzeuge

#### Dieselelektrische Ganz- und Ganz-MÁVAG-Lokomotiven
- MÁV-Baureihe M601
- MÁV-Baureihe M40 „Púpos“
- MÁV-Baureihe M42 „Szörnyella“
- MÁV-Baureihe M44 „Bobó“
- MÁV-Baureihe M63 „Gyík“/„Bulldog“/„Dízel Gigant“

#### Dieselhydraulische Ganz-MÁVAG-Lokomotiven
- MÁV-Baureihe M31 „Zetor“
- MÁV-Baureihe M32 „Gokart“
- MÁV-Baureihe M38
- MÁV-Baureihe M41 „Csörgő“
- MÁV-Baureihe M46

#### Elektrische Ganz- und Ganz-MÁVAG-Lokomotiven
- MÁV-Baureihe V40 „Kandó“
- MÁV-Baureihe V44
- MÁV-Baureihe V50
- MÁV-Baureihe V51
- MÁV-Baureihe V55 „Bocó“
- MÁV-Baureihe V60
- MÁV-Baureihe V41 „Leo“
- MÁV-Baureihe V42 „Leo“
- MÁV-Baureihe V43 „Szili“
- MÁV-Baureihe V45
- MÁV-Baureihe V46 „HiFi torony“/„Csöpi“/„Szöcske“
- MÁV-Baureihe V63 „Gigant“

#### Elektrische Ganz und Ganz-MÁVAG Triebwagen und -züge
- MÁV-Baureihe Cav 425
- MÁV-Baureihe BDVmot
- MÁV-Baureihe BVhmot
- MÁV-Baureihe BVmot
- JŽ-Baureihe 411
- SNCFT-Baureihe YZ-E
- NZR-Baureihe EM (für den Export nach Neuseeland)

### Ganz-Dieseltriebwagen
- MÁV-Baureihe BCmot
- MÁV-Baureihe BCymot
- MÁV-Triebwagen „Hargita“, geliefert wurden diese u. a. in die Tschechoslowakei (diese Triebzüge wurden dreiteilig ausgeführt) und in die DDR drei Züge (DR-Baureihe VT 12.14).
- MÁV-Baureihe MDmot „Piroska“/„MD“
- SŽD-Baureihe Д1
- SNCFT-Baureihe YZB (in gleicher Bauweise wurden auch Reisezugwagen geliefert)
- OSE-Baureihe AA (in Regel- und Meterspurausführung)

### Ganz-MÁVAG-U-Bahn-Wagen
- Ganz földalatti villamos „Kisföldalatti“

### Ganz Straßenbahnwagen
- Ganz UV, 4-achsige Großraumwagen, gebaut 1956–1965
- Ganz CSMG, Gelenkwagen, 1967–1978
- Ganz Csuklós „Ipari csuklós“/„Ipari“
- KCSV6 (auch KCSV-5), Gelenkwagen, gebaut 1994
- KCSV6 (auch KCSV-6), Gelenkwagen
- KCSV7 (auch KCSV-7, Ganz-Ansaldo/Ganz-Hunslet), Gelenkwagen, gebaut 1996–1999

### Elektrische Ausrüstungen von O-Bussen (Ganz-Škoda electric Ltd.)
Herstellung des elektrischen Teils bei GANZ in Budapest, hier erfolgte die Endmontage
- Ikarus/Ganz 280T
- Ikarus/Ganz 312T
- Ikarus/Ganz 412T
- Ikarus/Ganz 415T
- Ikarus/Ganz 435T
- Solaris/Ganz Trollino

Diese Sparte wurde 2006 von Škoda Transportation übernommen und firmiert seither als Ganz-Škoda electric Ltd.

## Museum
Die ursprünglichen Gebäude in der Bem Jozsef-utca in Budapest, in denen seit 1964 nicht mehr gearbeitet wird, beherbergen heute das Gießereimuseum (ungarisch Ontodei Museum) in dem einerseits auf das Leben Abraham Ganz und Andras Mechwart eingegangen wird, andererseits die Rolle der Gießereien in Ungarn zeigt.